# Skate nos Jogos Pan-Americanos de 2023 - Street masculino
A competição do street masculino do skate integrou o programa da patinação sobre rodas nos Jogos Pan-Americanos de 2023 e foi disputada em 21 de outubro de 2023 na Esplanada dos Esportes Urbanos, localizado no cluster do Estádio Nacional. Um total de 8 skatistas de 7 Comitês Olímpicos Nacionais (CON) participaram do evento.

## Calendário
Horário local (UTC−3).
| Data          | Hora  | Fase  |
| ------------- | ----- | ----- |
| 21 de outubro | 16:30 | Final |

## Medalhistas
| Ouro   | BRA Lucas Rabelo        |
| Prata  | PER Angelo Caro         |
| Bronze | COL Jhancarlos González |

## Resultados
A competição foi disputada em um único dia. Cada skatista teve duas tentativas na corrida e cinco tentativas nas manobras, com as três melhores pontuações sendo somadas para determinar os medalhistas.
| Pos.              | Skatista            | CON            | Corrida | Corrida | Manobra | Manobra | Manobra | Manobra | Manobra | Total  |
| Pos.              | Skatista            | CON            | 1       | 2       | 1       | 2       | 3       | 4       | 5       | Total  |
| ----------------- | ------------------- | -------------- | ------- | ------- | ------- | ------- | ------- | ------- | ------- | ------ |
| Medalha de ouro   | Lucas Rabelo        | BRA Brasil     | 79.55   | 9.07    | 89.54   | 91.15   | 93.75   | 0.00    | 0.00    | 264.45 |
| Medalha de prata  | Angelo Caro         | PER Peru       | 72.50   | 50.98   | 0.00    | 86.65   | 90.31   | 0.00    | 93.99   | 256.80 |
| Medalha de bronze | Jhancarlos González | COL Colômbia   | 76.55   | 30.70   | 75.61   | 89.61   | 0.00    | 76.73   | 81.66   | 247.82 |
| 4                 | Ryan Decenzo        | CAN Canadá     | 66.34   | 51.84   | 84.41   | 0.00    | 83.75   | 0.00    | 85.54   | 236.29 |
| 5                 | Matías Dell'Olio    | ARG Argentina  | 49.63   | 32.08   | 82.63   | 0.00    | 83.72   | 82.22   | 0.00    | 215.98 |
| 6                 | Ronald Ramírez      | CHI Chile      | 42.53   | 40.65   | 0.00    | 0.00    | 0.00    | 60.11   | 66.54   | 169.18 |
| 7                 | Emanuel Santiago    | PUR Porto Rico | 64.45   | 48.08   | 0.00    | 80.20   | 0.00    | 0.00    | 0.00    | 144.65 |
| 8                 | Gabryel Aguilar     | BRA Brasil     | 69.52   | 70.15   | 0.00    | 0.00    | 65.76   | 0.00    | 0.00    | 135.91 |